# Новоіванівка (Глеюватська сільська громада)
Новоіва́нівка — село в Україні, у Глеюватській сільській громаді Криворізького району Дніпропетровської області.
Населення — 399 мешканців.

## Географія
Село Новоіванівка знаходиться на відстані 1 км від села Красна Балка та міста Кривий Ріг. Селом протікає річка Балка Червона.

## Населення

### Мова
Розподіл населення за рідною мовою за даними перепису 2001 року:
| Мова       | Відсоток |
| ---------- | -------- |
| українська | 93 %     |
| російська  | 7 %      |